# 董衍
董衍，中国电影人，导演，澳洲脱口秀演员。代表作：《Gottes Heil》世博会苏黎士馆参展短片，中法文化交流之春。

## 简介
董衍，青年电影人，新锐导演，作品内容多为反映社会现实，其作品拍摄手法独特，在海外青年电影影展上也有斩获。创作有数部微电影作品及MV、广告。

## 影视作品
- 德方争议微电影《Gottes Heil》导演
- 中法电影节宣传片《picture mosaic》导演
- 世博会参展短片 导演
- 《SHKDS》短片 导演
- 似懂非懂 》MV 导演
- 可口可乐广告-火龙 导演
- 互动网络游戏宣传片 《公主防线》 导演
- 学生短片《寻找小胖》 导演
- 学生动画短片《空手而归的音乐家》 导演

## 电视节目
- 2012年 江苏卫视《非诚勿扰》
- 2013年 江西卫视《深度观察》
- 2014年 河南卫视《百变美人计》